# Han-Violett (Pigment)
Han-Violett oder auch Han-Purple, Chinesisch-Violett oder Chinesisch-Purpur ist ein moderner Begriff für ein synthetisches violettes gemischtes Silikat von Kupfer und Barium, welches seit der Zeit der Streitenden Reiche als Pigment in China nachgewiesen wurde. Der ursprüngliche Name des Pigments ist nicht bekannt.
Bei Han-Violett handelt es sich um das einzige violette Pigment der Antike. Zudem ist es ein vorindustrielles anorganisches synthetisches Pigment.

## Geschichte

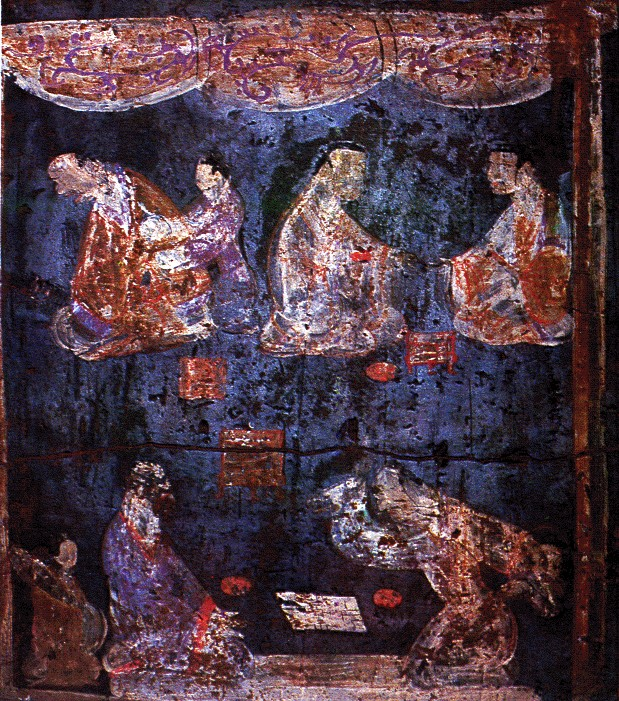
Wandmalerei in einem Grab in Zhucun 朱村, Provinz Henan; Bemalung mit Han Blue und Han Purple-Pigmenten, um 220 v. Chr.

Han-Violett ist ein seit der Zeit der Streitenden Reiche (475 v. Chr.–221 v. Chr.) in China nachgewiesenes Pigment. Seinen Höhepunkt der Verwendung hatte es in der Han-Dynastie (206 v. Chr.–220 n. Chr.), in der die meisten Nachweise von Han-Violett gemacht werden konnten. Daher stammt auch der Name Han-Violett. Die meisten Nachweise finden sich bei der Bemalung von Keramik, berühmtestes Beispiel ist hier die Farbfassung der Terrakottaarmee von Qin Shihuangdi, dem ersten Kaiser von China. Die außerdem verwendeten Bezeichnungen Chinesisch-Violett und Chinesisch-Purpur beziehen sich darauf, dass Pigment auch schon vor der Han-Dynastie verwendet wurde. Nach dem Ende der Han-Dynastie verschwindet das ehemals beliebte Pigment plötzlich.
An einem zeitlich und geographisch zuzuordnenden Objekt wurde Han-Violett erst 1992 wiederentdeckt.

## Herstellung
Bei Han-Violett handelt es sich um ein violettes Bariumkupfersilikat, welches nicht natürlich vorkommt. Es wurde durch chemisches Experimentieren von chinesischen Alchemisten erfunden.
Zur Herstellung des Pigments sind keine zeitgenössischen Quellen vorhanden, sodass der genaue Herstellungsprozess nicht bekannt ist.
Für die wahrscheinlichste Methode der Herstellung werden ein Bariummineral wie beispielsweise Schwerspat, ein Kupfermineral wie Malachit oder Azurit und quarzhaltiger Sand benötigt. Zudem enthält Han-Violett oft zusätzlich Blei, vermutlich als Flussmittel zur Senkung der Herstellungstemperatur. Diese Rohstoffe werden zerkleinert, gemischt und im Ofen bei gleichbleibender Temperatur erhitzt. Nach 10 bis 24 Stunden entsteht das Han-Violett. Wird dieses weiter erhitzt, erhält man Han-Blau. Das Han-Violett wurde anschließend vermutlich in achteckigen Pigmentstäben gehandelt, welche dann vor der Verwendung pulverisiert wurden.
Die Herstellung des Han-Violetts ist somit der Herstellung des Ägyptisch Blau sehr ähnlich. Eine verbreitete Theorie besagt daher, dass die Technik zur Herstellung des Ägyptisch Blau über die Seidenstraße nach China gelangte und dort zur Erfindung des Han-Blau und Han-Violett führte. Dies ist jedoch unwahrscheinlich, da in China bisher kein Ägyptisch Blau nachgewiesen werden konnte. Zudem gelangte der Fernhandel über die Seidenstraße erst ab dem 2. Jahrhundert v. Chr. und damit weit nach der Erfindung von Han-Blau zu seinem Höhepunkt. Des Weiteren gäbe es keinen Grund, weshalb die Chinesen die günstigeren Bestandteile des Ägyptisch Blau durch die teureren von Han-Blau und Han-Violett ersetzt haben sollten.
Heutzutage wird Han-Violett durch Sintern einer Mischung aus Bariumcarbonat, Kupferoxid und Siliciumdioxid bei 1000 °C hergestellt. Die Reaktion dauert eine Woche lang, so lange muss die Mischung erhitzt werden. Es entsteht bei dieser Reaktion sowohl Han-Violett wie auch Han-Blau. Es folgen noch mehrere Sinter- und Vermahlungsschritte, um eine höhere Ausbeute an Han-Violett zu erreichen.

## Zusammensetzung und Struktur
Bei Han-Violett handelt es sich um ein Bariumkupfersilikat mit der Formel BaCuSi2O6. Es sind drei weitere stabile Phasen von Bariumkupfersilikat bekannt: das Han-Blau sowie zwei weitere unbenannte Verbindungen.
Han-Violett besteht aus vorwiegend plattenförmigen eckigen Partikeln oder deren Bruchstücken. Diese sind meist achteckig, aber auch viereckig oder seltener sechseckig. Ihre Größe beträgt meist 6–32 μm, kann selten aber auch bis zu 45 μm erreichen. Han-Violett enthält meist auch blaue Partikel. Diese sind jedoch kräftiger und dunkler als die des verwandten Han-Blaus. 
Moderne Produkte unterscheiden sich von antiken durch ihre Partikelgröße und -form. Zudem weisen sie einen starken Pleochroismus auf, welcher bei dem antiken Pigment nicht zu finden ist.
Han-Violett verblasst bei Säureeinwirkung.